# Hastings (Floryda)
Hastings – miasto w Stanach Zjednoczonych, w stanie Floryda, w hrabstwie St. Johns.